# سارة فانتيني
سارة فانتيني (من مواليد 16 سبتمبر 1997) هي لاعبة رمي المطرقة إيطالية، حققت الميدالية الذهبية في منافسات رمي المطرقة للسيدات في بطولة أوروبا لألعاب القوى 2024 في ملعب الأوليمبيكو في روما، إيطاليا. تنافست في دورة الألعاب الأولمبية الصيفية 2024 في رمي مطرقة للسيدات على ستاد دو فرانس. وحققت مسافة 69.58 مترًا، واحتلت المركز الثاني عشر في هذا الحدث.

## روابط خارجية
- سارة فانتيني في اللجنة الأولمبية الدولية
- سارة فانتيني في موقع أوليمبيديا